# Altiphylax levitoni
Altiphylax levitoni (гекончик Левітона) — вид геконоподібних ящірок родини геконових (Gekkonidae). Ендемік Афганістану. Вид названий на честь американського герпетолога Алана Левітона.

## Поширення і екологія
Гекончики Левітона відомі з кількох місцевостей, розташованих в горах Гіндукушу на сході Афганістану, між Кабулом і Кандагаром. Вони живуть в лісах і чагарникових заростях та серед скель. Зустічаються на висоті від 1800 до 2300 м над рівнем моря.